# SN 1572
SN 1572 o Nova Tycho va ser una supernova en la constel·lació de Cassiopea, una de les vuit supernoves que han estat visibles a ull nu. Va ser observada pel famós astrònom Tycho Brahe l'11 de novembre de 1572, quan era més brillant que Venus. Altres observadors europeus destacats van ser l'astrònom sicilià Francesco Maurolico i Wolfgang Schuler i, entre els espanyols, des de València, Jeroni Munyós, de visió molt més moderna, completa i precisa que l'aristotèlica que, des de Salamanca, va fer també Bartolomé Barrientos. Al març de 1574 la seva lluentor havia disminuït de nou i ja no es veia a simple vista.
El romanent d'aquesta supernova va ser descobert en els anys 1960 per científics de l'Observatori Palomar. Aquesta nebulosa després va ser fotografiada pel telescopi espacial ROSAT.
A l'octubre de 2004, en una carta a Nature es va reportar el descobriment d'un estel de tipus espectral G2, la qual cosa prova que va ser una supernova de tipus Ia.
Actualment un estudi de l'institut Max Planck dona noves informacions sobre la supernova: va ser l'explosió de dos estels, una nana blanca i la seva veïna. Fa més de quatre segles, la llum generada per aquest cataclisme va ser visible en el cel diürn durant 16 mesos. Avui, de l'explosió a una distància d'uns 7500 anys llum, queden encara núvols de pols i una feble resplendor que els telescopis de la NASA han capturat en la imatge que es presenta.